# Hemidactylus albivertebralis
Hemidactylus albivertebralis es una especie de gecos de la familia Gekkonidae.

## Distribución geográfica yhábitat
Se distribuye en zonas costeras desde el oeste de Guinea hasta Benín. Su rango altitudinal oscila entre 0 y 20 m s. n. m..